# Élections législatives de 2007 en Franche-Comté
Les élections législatives de 2007 en Franche-Comté sont une élection de la délégation franc-comtoise à l'Assemblée nationale dans le cadre du renouvellement général de juin 2007.

## Doubs
| Élu-e au | Circonscription | Vainqueur                 | Score (en %) | Second                 | Score (en %) |
| -------- | --------------- | ------------------------- | ------------ | ---------------------- | ------------ |
| 2nd tour | Première        | Françoise Branget (UMP)   | 50,15        | Barbara Romagnan (PS)  | 49,85        |
| 2nd tour | Deuxième        | Jacques Grosperrin (UMP)  | 52,68        | Marie-Guite Dufay (PS) | 42,32        |
| 2nd tour | Troisième       | Marcel Bonnot (UMP)       | 53,85        | Joseph Parrenin (PS)   | 46,15        |
| 2nd tour | Quatrième       | Pierre Moscovici (PS)     | 50,93        | Irène Tharin (UMP)     | 49,07        |
| 1er tour | Cinquième       | Jean-Marie Binetruy (UMP) | 54,93        | Christian Bouday (DVG) | 18.90        |

## Jura
| Élu-e au | Circonscription | Vainqueur                    | Score (en %) | Second                | Score (en %) |
| -------- | --------------- | ---------------------------- | ------------ | --------------------- | ------------ |
| 1er tour | Première        | Jacques Pélissard (UMP)      | 51,17        | Francine Benoist (PS) | 21,74        |
| 2nd tour | Deuxième        | Marie-Christine Dalloz (UMP) | 65,39        | Yves Garnier (UMP)    | 34,61        |
| 2nd tour | Troisième       | Jean-Marie Sermier (UMP)     | 54,51        | Patrick Viverge (PS)  | 45,49        |

## Haute-Saône
| Élu-e au | Circonscription | Vainqueur                 | Score (en %) | Second                | Score (en %) |
| -------- | --------------- | ------------------------- | ------------ | --------------------- | ------------ |
| 1er tour | Première        | Alain Joyandet (UMP)      | 56,72        | Armelle Salvador (PS) | 23,19        |
| 2nd tour | Deuxième        | Jean-Michel Villaumé (PS) | 51,61        | Maryvonne Briot (UMP) | 48,39        |
| 1er tour | Troisième       | Michel Raison (UMP)       | 50,45        | Jean-Paul Mariot (PS) | 30,29        |

## Territoire de Belfort
| Élu-e au | Circonscription | Vainqueur              | Score (en %) | Second                        | Score (en %) |
| -------- | --------------- | ---------------------- | ------------ | ----------------------------- | ------------ |
| 2nd tour | Première        | Damien Meslot (UMP)    | 58,66        | Anne-Marie Forcinal (PS)      | 41,34        |
| 2nd tour | Deuxième        | Michel Zumkeller (UMP) | 54,48        | Jean-Pierre Chevènement (MRC) | 45,52        |